# Trichomalus elongatus
Trichomalus elongatus är en stekelart som beskrevs av Vittorio Luigi Delucchi och Graham 1956. Trichomalus elongatus ingår i släktet Trichomalus och familjen puppglanssteklar. Arten är reproducerande i Sverige. Inga underarter finns listade i Catalogue of Life.